# Braille-írás

A hatpontos Braille-karakter pontjainak számozása

A nyolcpontos Braille-karakter pontjainak számozása

A Braille-írás vagy Braille-ábécé (ejtése: [bráj], nem *[brej]) egy speciális technikát alkalmazó ábécé, amelyet a francia Louis Braille alkotott meg 1821-ben a vak emberek számára. Ennek segítségével a született vakok számára is lehetővé vált az írás és olvasás elsajátítása, illetve az életük során látásukat vesztő, vagy már elvesztett személyeknek ugyanezek alkalmazása a mindennapokban.
A Braille-ban való kézzel íráshoz sorvezetőt és ún. stílust használnak. A betűket hátulról domborítják ki, a betűk tükörképi párja szerint.
A vakok nagy része idős korára veszíti el látását, és már nem tudja megtanulni a Braille-írást, így a vakok kultúrája a szóbeli és az írásos kultúra közötti speciális helyzetben van. Ráadásul ebben a korban a tapintás érzékenysége is csökken. A vak fiatalok körében pedig manapság népszerűbbek a beszélő képernyőolvasók.
Vitatott kérdés, hogyan lehetne népszerűbbé tenni a Braille-írást. Magyarországon csak a vakok kb. 10%-a ismeri. Sokuk szégyelli is megtanulni. Mindazonáltal, a Braille-használók eredményesebbek a tanulásban és a munkában is.

## Története
A módszer alapjául egy olyan kommunikációs módszer szolgál, melyet Charles Barbier fejlesztett ki Napóleon azon igényére, hogy a katonái csendben és fény nélkül is tudjanak kommunikálni éjszaka – ez volt az „éjszakai írás”. Viszont e módszer túl bonyolultnak tűnt a katonák számára, ezért a hadsereg visszautasította. 1821-ben Barbier felkereste a párizsi Vakok Intézetét, ahol találkozott a 12 éves, vak Braille-jal, aki még abban az évben kifejlesztette a vakírást.

## Braille-ábécé
Ez volt a világ első binárisan kódolt írásrendszere karakterek megjelenítésére. A rendszer eredeti formájában két részből állt:
1. karakterkódolás a francia nyelv karaktereinek ábrázolására hat pontból álló halmazok segítségével,
2. a hatbites karakterek ábrázolása pontok segítségével (Braille-karakter).

## Élettani háttér
A Braille-írás olvasása során az ujjbegy bőrének finom tapintó receptorai közvetítik az információt. Ezt a taktilis észlelést az agykéreg szenzoros területe dolgozza fel, gyakran a látás elvesztését követően funkcionálisan átszerveződve. Tanulmányok kimutatták, hogy gyakorlott Braille-olvasóknál a látókérgi területek is bekapcsolódnak az olvasási folyamatba.

## Braille-karakter
Minden egyes Braille-karakter hat pontból áll, 2x3-as téglalap alakban rendezett pontrácsban. A betűk, számjegyek, központozási karakterek mind így jelennek meg.
A pozíciók bármelyikén lehet pont, ami által összesen 2×2×2×2×2×2=64 variáció lehetséges összesen (ha lehetőség az is, hogy egyetlen pozíción sincs pont). Az egyértelműség kedvéért egy adott variációt az alapján neveznek el, hogy melyik pozícióban van pont. A pontokat felülről lefelé és balról jobbra haladva növekvően számozzák, vagyis a bal oldali oszlopban a legfelső pont az 1., a legalsó a 3., a jobb oldaliban pedig a legfelső a 4., a legalsó a 6., így:
| 1 | 4 |
| - | - |
| 2 | 5 |
| 3 | 6 |

## A Braille-írógép
A közönséges írógéphez hasonlóan be kell helyezni egy papírlapot az ún. kocsiba, amely oldalirányban mozog. A papír a géppapírnál, fénymásoló-papírnál vastagabb karton, amelybe maradandóan bele tudnak nyomódni a kis domborulatokat kialakító gömbölyű fejek. Hat billentyűvel lehet gépelni, minden billentyűhöz hozzátartozik egy pont a 2x3-as pontmátrixból. Egyszerre kell lenyomni azokat a billentyűket, amelyeknek megfelelő sorszámú pontokat a papírba akarjuk domborítani, majd a billentyűk felengedésekor a kocsi egyet ugrik. Szóközt a középen levő hetedik billentyűvel lehet hagyni. Ha egy sorral végeztünk, a papír egy kerékkel egy sornyit feljebb görgethető.

## A Braille-szöveg átírása
A Braille-karakterek sokkal nagyobbak, mint a nyomtatott betűk, a sztenderd méretű A4-es (210×297 mm) lapon csak 25 sor fér el, soronként 43 karakterrel. A szükséges hely csökkentése és az olvasási sebesség növelése végett az angol nyelvet használó országokban szinte minden könyvet az ún. Grade 2 Braille módszer alapján írnak át, amely egy nyelvi tömörítő rendszert használ. Mint sok más nyelvi módszer, ez is szokások és gyakorlatok komplex rendszerét jelenti. Emellett külön gyorsírást is kidolgoztak. Magyarországon létezik ugyan rövidírás, de a mindennapi gyakorlatban csak néhány rövidítést használnak. A könyvekben, kiadványokban a teljes átírást használják. A Braille-átíráshoz nagy gyakorlat és képesség szükséges.

## Kódolás
Minden nyelv saját Braille-írással rendelkezik, ami kis módosításoktól (például angol, francia, német) kezdve akár teljes átszervezésig (kínai, japán) eltérhet az eredeti formától, hogy kielégítse a nyelv igényeit. Külön Braille-írás van a magyar nyelvhez is.
A hatlyukú rendszer szöveg leírásán kívül más információk lejegyzésére is alkalmas, ezek külön erre a célra létrehozott kódolásokkal rendelkeznek: Németh−Braille matematikai képletekhez, Braille-kotta zenéhez stb. Egy ilyen notációban írt jelsorozatot speciális jellel kell kezdeni.

## Nemzetközi és jogi vonatkozások
A Braille-írás használata nem csupán oktatási vagy technikai kérdés, hanem az esélyegyenlőség és az akadálymentesítés alapvető eszköze is. Az ENSZ Fogyatékossággal Élő Személyek Jogairól szóló Egyezménye (2006) 2. és 9. cikke kiemelten nevesíti a Braille-írást mint kommunikációs és információs hozzáférési formát.

## Számítógépen
A számítógéppel való munka ennél több jelet kíván, ezért a szokásos hat pont alatt egy sorral több áll rendelkezésre. Ezzel 256 kombinációt lehet létrehozni, az üres jelet is számítva. Ebben a rendszerben mások a nagybetűk, más kombinációk jelzik a számokat és az ékezetes vagy mellékjellel ellátott betűket. Ezek mellett 30 további jelet kell ismerni.
A Unicode-ban saját hely van lefoglalva a Braille-írásnak: hexadecimális 2800-tól 28FF-ig. A kombinációk a kódolásban kettes számrendszer szerint növekvő sorrendben következnek, ahol is az egyes helyi értékek sorrendje megfelel a pontok alább leírt számozásának.
A pontok számozása:
- 1. sor [1] és [4]
- 2. sor [2] és [5]
- 3. sor [3] és [6]
- 4. sor [7] és [8]

A felhasználók a szöveget vagy normál, vagy Braille-billentyűzeten viszik be, és a Braille-lécen olvassák le a kimenetet. A képernyőolvasó soronként jelzi ki a képernyőn látható tartalmat. Sokan inkább a beszélő képernyőolvasót kedvelik, amely hordozható is, és barátoknál, munkahelyen is használható. A vakok nem használnak egeret, ehelyett billentyűkombinációkkal vezérlik a gépet.

## Olvasási technikák
Más készségek kellenek a tapintáson alapuló olvasáshoz, mint a síkíráséhoz. Az olvasó az ujjaival finom nyomást gyakorolva követi az általa olvasott szöveget, vigyázva arra, hogy ne tegye tönkre az írást. Ehhez különböző technikák alakultak ki.
Lowenfield & Abel tanulmánya mindkét mutatóujj használatát ajánlja. Javasolja továbbá, hogy amíg a jobb kéz a sor utolsó szavát olvassa, addig a bal kéz keresse meg a következő sort. Azonban azt is megmutatta, hogy a gyerekeknek nehezükre esik a két kezet egymástól függetlenül használni, a jobb kéz dominanciájával.

## Magyarországi használat és kiadványok
A magyar Braille-rendszer szabványosított formában elérhető, és alkalmazása az oktatásban, a munka világában és a közszolgáltatásokban is biztosított kellene, hogy legyen. A Braille-írás terjesztését több intézmény támogatja, például a Vakok Állami Intézete, a Magyar Vakok és Gyengénlátók Országos Szövetsége (MVGYOSZ), valamint a Braille-könyvtár. Braille-ben is megjelennek kötelező olvasmányok, tankönyvek és hivatalos dokumentumok, habár a kínálat korlátozott, és a digitalizáció előretörésével a használat visszaszorulóban van.

## Az angol Braille

A, 1
B, 2
C, 3
D, 4
E, 5
F, 6
G, 7
H, 8
I, 9
J, 0
K
L
M
N
O
P
Q
R
S
T
U
V
W
X
Y
Z

### Írásjelek

Nagybetű következik
Szám következik
Aposztróf
Pont (írásjel)
Vessző
Pontosvessző
Kettőspont
Felkiáltójel
Nyitó idézőjel, kérdőjel
Záró idézőjel
Zárójel
Kötőjel

## A magyar Braille
Eltérések, bővítések az angolhoz képest:

Á
Ä
Cs
É
Gy
Í
Ly
Ny
Ó
Ö
Ő
Q
Sz
Ty
Ú
Ü
Ű
Z
Zs
Kérdőjel
Nagybetű következik